# Collegio elettorale di Verona I (Senato della Repubblica)
Il collegio di Verona I fu un collegio elettorale uninominale della Repubblica Italiana appartenente alla circoscrizione Veneto; fu utilizzato per eleggere un senatore della Repubblica dalla I alla XI legislatura.

## Storia
Il collegio venne creato nel 1948 secondo la legge n. 29 del 6 febbraio 1948 la quale, pur basandosi sull'impianto proporzionale in vigore per la Camera, rispetto a quest'ultima conteneva alcuni piccoli correttivi in senso maggioritario. Tale legge ebbe il suo definitivo perfezionamento col Testo Unico n. 361 del 1957. Differentemente dalla Camera, la legge elettorale del Senato si articolava su base regionale, seguendo il dettato costituzionale (art.57). Ogni Regione era suddivisa in tanti collegi uninominali quanti erano i seggi ad essa assegnati. All'interno di ciascun collegio, veniva eletto il candidato che avesse raggiunto il quorum del 65% delle preferenze: tale soglia, oggettivamente di difficilissimo conseguimento, tradiva l'impianto proporzionale su cui era concepito anche il sistema elettorale della Camera Alta. Qualora, come normalmente avveniva, nessun candidato avesse conseguito l'elezione, i voti di tutti i candidati venivano raggruppati in liste di partito a livello regionale, dove i seggi venivano allocati utilizzando il metodo D'Hondt delle maggiori medie statistiche e quindi, all'interno di ciascuna lista, venivano dichiarati eletti i candidati con le migliori percentuali di preferenza.
Il collegio di Verona I venne abrogato nel 1993, con la cosiddetta Legge Mattarella (Legge n. 276, Norme per l'elezione del Senato della Repubblica), attuata in seguito al referendum abrogativo del 1993. Con la legge Mattarella venne istituito per la Camera dei deputati e per il Senato della Repubblica un sistema di elezione misto, in parte maggioritario e in parte proporzionale. Il 75% dei parlamentari dell'assemblea veniva eletto in collegi uninominali tramite sistema maggioritario a turno unico; il restante 25% al Senato veniva eletto tramite recupero proporzionale dei più votati non eletti attraverso un meccanismo di calcolo denominato "scorporo", cioè sottraendo dal conteggio dei voti totali di una lista nella parte proporzionale i voti ottenuti dai candidati collegati alla medesima lista che erano eletti nei collegi uninominali con il sistema maggioritario.

### Territorio
Il collegio di Verona I era uno dei 19 collegi uninominali in cui era suddiviso il Veneto; era interamente compreso nella provincia di Verona e comprendeva i seguenti comuni: Bussolengo, Marano di Valpolicella, Negrar, Pescantina, San Giovanni Lupatoto, San Pietro in Cariano e Verona.

## Dati elettorali

### I legislatura
|                                                                                | Antonio Alberti ✔️ Eletto | Democrazia Cristiana        | 70 465  | 59,73 |  |  |  |  |  |
|                                                                                | Pietro Rocco              | Fronte Democratico Popolare | 26 370  | 22,35 |  |  |  |  |  |
|                                                                                | Luigi Perego              | Unità Socialista            | 15 992  | 13,56 |  |  |  |  |  |
|                                                                                | Rizzardo Rizzardi         | Blocco Nazionale            | 5 146   | 4,36  |  |  |  |  |  |
| Totale                                                                         | Totale                    | Totale                      | 117 973 | 100   |  |  |  |  |  |
|                                                                                |                           |                             |         |       |  |  |  |  |  |
| Voti non validi                                                                | Voti non validi           | Voti non validi             | 4 828   | 3,93  |  |  |  |  |  |
| Votanti                                                                        | Votanti                   | Votanti                     | 122 801 | 92,06 |  |  |  |  |  |
| Elettori                                                                       | Elettori                  | Elettori                    | 133 393 |       |  |  |  |  |  |
|                                                                                |                           |                             |         |       |  |  |  |  |  |
| Nota: quorum del 65% non raggiunto; ripartizione dei seggi a livello regionale |                           |                             |         |       |  |  |  |  |  |
| Data: 18 aprile 1948                                                           |                           |                             |         |       |  |  |  |  |  |
| Fonte: Ministero dell'interno                                                  |                           |                             |         |       |  |  |  |  |  |

### II legislatura
|                                                                                | Lazzaro De Castiglioni    | Democrazia Cristiana                    | 62 098  | 48,66 |  |  |  |  |  |
|                                                                                | Carlo Caldera             | Partito Socialista Italiano             | 23 942  | 18,76 |  |  |  |  |  |
|                                                                                | Luciano Marchi            | Partito Comunista Italiano              | 14 552  | 11,40 |  |  |  |  |  |
|                                                                                | Luigi Grancelli           | Movimento Sociale Italiano              | 8 249   | 6,46  |  |  |  |  |  |
|                                                                                | Aldo Fedeli               | Partito Socialista Democratico Italiano | 7 722   | 6,05  |  |  |  |  |  |
|                                                                                | Guglielmo Bompiani        | Partito Nazionale Monarchico            | 4 728   | 3,70  |  |  |  |  |  |
|                                                                                | Luciano Carteri           | Partito Liberale Italiano               | 3 661   | 2,87  |  |  |  |  |  |
|                                                                                | Luigi Piccinato           | Unità Popolare                          | 1 244   | 0,97  |  |  |  |  |  |
|                                                                                | Ausonio Carlo Gelmi       | Alleanza Democratica Nazionale          | 725     | 0,57  |  |  |  |  |  |
|                                                                                | Giovanni Battista Ronzani | Partito Repubblicano Italiano           | 706     | 0,55  |  |  |  |  |  |
| Totale                                                                         | Totale                    | Totale                                  | 127 627 | 100   |  |  |  |  |  |
|                                                                                |                           |                                         |         |       |  |  |  |  |  |
| Voti non validi                                                                | Voti non validi           | Voti non validi                         | 4 744   | 3,58  |  |  |  |  |  |
| Votanti                                                                        | Votanti                   | Votanti                                 | 132 371 | 93,73 |  |  |  |  |  |
| Elettori                                                                       | Elettori                  | Elettori                                | 141 222 |       |  |  |  |  |  |
|                                                                                |                           |                                         |         |       |  |  |  |  |  |
| Nota: quorum del 65% non raggiunto; ripartizione dei seggi a livello regionale |                           |                                         |         |       |  |  |  |  |  |
| Data: 7 giugno 1953                                                            |                           |                                         |         |       |  |  |  |  |  |
| Fonte: Ministero dell'interno                                                  |                           |                                         |         |       |  |  |  |  |  |

### III legislatura
|                                                                                | Paride Piasenti ✔️ Eletto | Democrazia Cristiana                    | 71 196  | 50,13 |  |  |  |  |  |
|                                                                                | Adello Ferrara            | Partito Socialista Italiano             | 27 672  | 19,48 |  |  |  |  |  |
|                                                                                | Luciano Marchi            | Partito Comunista Italiano              | 16 753  | 11,80 |  |  |  |  |  |
|                                                                                | Emo Bressan               | PNM - MSI                               | 9 578   | 6,74  |  |  |  |  |  |
|                                                                                | Antonio Cavalcoli         | Partito Socialista Democratico Italiano | 8 370   | 5,89  |  |  |  |  |  |
|                                                                                | Alberto Minghetti         | Partito Liberale Italiano               | 7 152   | 5,04  |  |  |  |  |  |
|                                                                                | Aldo Ettore Kessler       | PRI - PR                                | 1 305   | 0,92  |  |  |  |  |  |
| Totale                                                                         | Totale                    | Totale                                  | 142 026 | 100   |  |  |  |  |  |
|                                                                                |                           |                                         |         |       |  |  |  |  |  |
| Voti non validi                                                                | Voti non validi           | Voti non validi                         | 5 438   | 3,69  |  |  |  |  |  |
| Votanti                                                                        | Votanti                   | Votanti                                 | 147 464 | 95,71 |  |  |  |  |  |
| Elettori                                                                       | Elettori                  | Elettori                                | 154 075 |       |  |  |  |  |  |
|                                                                                |                           |                                         |         |       |  |  |  |  |  |
| Nota: quorum del 65% non raggiunto; ripartizione dei seggi a livello regionale |                           |                                         |         |       |  |  |  |  |  |
| Data: 25 maggio 1958                                                           |                           |                                         |         |       |  |  |  |  |  |
| Fonte: Ministero dell'interno                                                  |                           |                                         |         |       |  |  |  |  |  |

### IV legislatura
|                                                                                | Paride Piasenti ✔️ Eletto  | Democrazia Cristiana                    | 73 790  | 45,87 |  |  |  |  |  |
|                                                                                | Adelio Albarello ✔️ Eletto | Partito Socialista Italiano             | 31 036  | 19,29 |  |  |  |  |  |
|                                                                                | L. Righetto                | Partito Comunista Italiano              | 20 524  | 12,76 |  |  |  |  |  |
|                                                                                | A. Minghetti               | Partito Liberale Italiano               | 14 667  | 9,12  |  |  |  |  |  |
|                                                                                | P. Luna                    | Partito Socialista Democratico Italiano | 11 766  | 7,31  |  |  |  |  |  |
|                                                                                | A. Savoia                  | MSI - PDIUM                             | 8 366   | 5,20  |  |  |  |  |  |
|                                                                                | E. Barbetti                | Partito Repubblicano Italiano           | 716     | 0,45  |  |  |  |  |  |
| Totale                                                                         | Totale                     | Totale                                  | 160 865 | 100   |  |  |  |  |  |
|                                                                                |                            |                                         |         |       |  |  |  |  |  |
| Voti non validi                                                                | Voti non validi            | Voti non validi                         | 6 256   | 3,74  |  |  |  |  |  |
| Votanti                                                                        | Votanti                    | Votanti                                 | 167 121 | 96,19 |  |  |  |  |  |
| Elettori                                                                       | Elettori                   | Elettori                                | 173 744 |       |  |  |  |  |  |
|                                                                                |                            |                                         |         |       |  |  |  |  |  |
| Nota: quorum del 65% non raggiunto; ripartizione dei seggi a livello regionale |                            |                                         |         |       |  |  |  |  |  |
| Data: 28 aprile 1963                                                           |                            |                                         |         |       |  |  |  |  |  |
| Fonte: Ministero dell'interno                                                  |                            |                                         |         |       |  |  |  |  |  |

### V legislatura
|                                                                                | Luciano Dal Falco ✔️ Eletto | Democrazia Cristiana          | 84 435  | 47,73 |  |  |  |  |  |
|                                                                                | Dino Dindo ✔️ Eletto        | PSI-PSDI Unificati            | 35 925  | 20,31 |  |  |  |  |  |
|                                                                                | E. Montini                  | PCI - PSIUP                   | 32 840  | 18,56 |  |  |  |  |  |
|                                                                                | A. Minghetti                | Partito Liberale Italiano     | 14 258  | 8,06  |  |  |  |  |  |
|                                                                                | A. Savoia                   | MSI - PDIUM                   | 7 792   | 4,40  |  |  |  |  |  |
|                                                                                | G. Bigarello                | Partito Repubblicano Italiano | 1 667   | 0,94  |  |  |  |  |  |
| Totale                                                                         | Totale                      | Totale                        | 176 917 | 100   |  |  |  |  |  |
|                                                                                |                             |                               |         |       |  |  |  |  |  |
| Voti non validi                                                                | Voti non validi             | Voti non validi               | 8 329   | 4,50  |  |  |  |  |  |
| Votanti                                                                        | Votanti                     | Votanti                       | 185 246 | 97,03 |  |  |  |  |  |
| Elettori                                                                       | Elettori                    | Elettori                      | 190 911 |       |  |  |  |  |  |
|                                                                                |                             |                               |         |       |  |  |  |  |  |
| Nota: quorum del 65% non raggiunto; ripartizione dei seggi a livello regionale |                             |                               |         |       |  |  |  |  |  |
| Data: 19 maggio 1968                                                           |                             |                               |         |       |  |  |  |  |  |
| Fonte: Ministero dell'interno                                                  |                             |                               |         |       |  |  |  |  |  |

### VI legislatura
|                                                                                | Luciano Dal Falco ✔️ Eletto | Democrazia Cristiana                    | 94 071  | 49,22 |  |  |  |  |  |
|                                                                                | Adelio Albarello            | PCI - PSIUP                             | 31 174  | 16,31 |  |  |  |  |  |
|                                                                                | G. Bertani                  | Partito Socialista Italiano             | 23 158  | 12,12 |  |  |  |  |  |
|                                                                                | Dino Dindo                  | Partito Socialista Democratico Italiano | 14 571  | 7,62  |  |  |  |  |  |
|                                                                                | Primo Siena                 | Movimento Sociale Italiano              | 13 573  | 7,10  |  |  |  |  |  |
|                                                                                | L. Gemma Brenzoni           | Partito Liberale Italiano               | 9 221   | 4,83  |  |  |  |  |  |
|                                                                                | C. Fiorio di San Cassiano   | Partito Repubblicano Italiano           | 5 338   | 2,79  |  |  |  |  |  |
| Totale                                                                         | Totale                      | Totale                                  | 191 106 | 100   |  |  |  |  |  |
|                                                                                |                             |                                         |         |       |  |  |  |  |  |
| Voti non validi                                                                | Voti non validi             | Voti non validi                         | 6 534   | 3,31  |  |  |  |  |  |
| Votanti                                                                        | Votanti                     | Votanti                                 | 197 640 | 97,41 |  |  |  |  |  |
| Elettori                                                                       | Elettori                    | Elettori                                | 202 897 |       |  |  |  |  |  |
|                                                                                |                             |                                         |         |       |  |  |  |  |  |
| Nota: quorum del 65% non raggiunto; ripartizione dei seggi a livello regionale |                             |                                         |         |       |  |  |  |  |  |
| Data: 7 maggio 1972                                                            |                             |                                         |         |       |  |  |  |  |  |
| Fonte: Ministero dell'interno                                                  |                             |                                         |         |       |  |  |  |  |  |

### VII legislatura
|                                                                                | Vittorino Colombo ✔️ Eletto | Democrazia Cristiana                    | 96 127  | 48,40 |  |  |  |  |  |
|                                                                                | Giorgio Bragaja             | Partito Comunista Italiano              | 42 983  | 21,64 |  |  |  |  |  |
|                                                                                | Giulio Segato               | Partito Socialista Italiano             | 22 967  | 11,56 |  |  |  |  |  |
|                                                                                | Primo Siena                 | Movimento Sociale Italiano              | 10 977  | 5,53  |  |  |  |  |  |
|                                                                                | Ugo La Malfa                | Partito Repubblicano Italiano           | 9 693   | 4,88  |  |  |  |  |  |
|                                                                                | Antonio Bauli               | Partito Socialista Democratico Italiano | 9 305   | 4,68  |  |  |  |  |  |
|                                                                                | Giorgio Ferrari             | Partito Liberale Italiano               | 4 104   | 2,07  |  |  |  |  |  |
|                                                                                | Ugo Sandroni                | Partito Radicale                        | 2 268   | 1,14  |  |  |  |  |  |
|                                                                                | Giancarlo Sebastiano        | Nuovo Partito Popolare                  | 195     | 0,10  |  |  |  |  |  |
| Totale                                                                         | Totale                      | Totale                                  | 198 619 | 100   |  |  |  |  |  |
|                                                                                |                             |                                         |         |       |  |  |  |  |  |
| Voti non validi                                                                | Voti non validi             | Voti non validi                         | 5 753   | 2,81  |  |  |  |  |  |
| Votanti                                                                        | Votanti                     | Votanti                                 | 204 372 | 97,01 |  |  |  |  |  |
| Elettori                                                                       | Elettori                    | Elettori                                | 210 668 |       |  |  |  |  |  |
|                                                                                |                             |                                         |         |       |  |  |  |  |  |
| Nota: quorum del 65% non raggiunto; ripartizione dei seggi a livello regionale |                             |                                         |         |       |  |  |  |  |  |
| Data: 20 giugno 1976                                                           |                             |                                         |         |       |  |  |  |  |  |
| Fonte: Ministero dell'interno                                                  |                             |                                         |         |       |  |  |  |  |  |

### VIII legislatura
|                                                                                | Vittorino Colombo ✔️ Eletto | Democrazia Cristiana                         | 95 619  | 48,30 |  |  |  |  |  |
|                                                                                | Giorgio Bragaja             | Partito Comunista Italiano                   | 40 147  | 20,28 |  |  |  |  |  |
|                                                                                | A. Dessi                    | Partito Socialista Italiano                  | 21 385  | 10,80 |  |  |  |  |  |
|                                                                                | Emilio De Rose              | Partito Socialista Democratico Italiano      | 9 961   | 5,03  |  |  |  |  |  |
|                                                                                | A. Amadei                   | Movimento Sociale Italiano                   | 9 050   | 4,57  |  |  |  |  |  |
|                                                                                | P. V. Confortini            | Partito Liberale Italiano                    | 7 065   | 3,57  |  |  |  |  |  |
|                                                                                | A. Balestrieri              | Partito Repubblicano Italiano                | 6 979   | 3,52  |  |  |  |  |  |
|                                                                                | Ugo Sandroni                | Partito Radicale - Nuova Sinistra Unita      | 6 681   | 3,37  |  |  |  |  |  |
|                                                                                | G. Avanzini                 | Costituente di Destra - Democrazia Nazionale | 1 099   | 0,56  |  |  |  |  |  |
| Totale                                                                         | Totale                      | Totale                                       | 197 986 | 100   |  |  |  |  |  |
|                                                                                |                             |                                              |         |       |  |  |  |  |  |
| Voti non validi                                                                | Voti non validi             | Voti non validi                              | 8 387   | 4,06  |  |  |  |  |  |
| Votanti                                                                        | Votanti                     | Votanti                                      | 206 373 | 94,97 |  |  |  |  |  |
| Elettori                                                                       | Elettori                    | Elettori                                     | 217 297 |       |  |  |  |  |  |
|                                                                                |                             |                                              |         |       |  |  |  |  |  |
| Nota: quorum del 65% non raggiunto; ripartizione dei seggi a livello regionale |                             |                                              |         |       |  |  |  |  |  |
| Data: 3 giugno 1979                                                            |                             |                                              |         |       |  |  |  |  |  |
| Fonte: Ministero dell'interno                                                  |                             |                                              |         |       |  |  |  |  |  |

### IX legislatura
|                                                                                | Vittorino Colombo ✔️ Eletto | Democrazia Cristiana                    | 75 744  | 39,45 |  |  |  |  |  |
|                                                                                | Gianfranco Tomezzoli        | Partito Comunista Italiano              | 35 419  | 18,45 |  |  |  |  |  |
|                                                                                | Giulio Segato               | Partito Socialista Italiano             | 20 461  | 10,66 |  |  |  |  |  |
|                                                                                | Bruno Massimo Albarelli     | Partito Repubblicano Italiano           | 12 983  | 6,76  |  |  |  |  |  |
|                                                                                | Vittorio Carlo Bottoli      | Movimento Sociale Italiano              | 10 623  | 5,53  |  |  |  |  |  |
|                                                                                | Alberto Maria Giorgio Bauli | Partito Liberale Italiano               | 8 625   | 4,49  |  |  |  |  |  |
|                                                                                | Alfonso Lattanzi            | Partito Nazionale Pensionati            | 7 221   | 3,76  |  |  |  |  |  |
|                                                                                | Antonio Nazzaro             | Partito Socialista Democratico Italiano | 6 789   | 3,54  |  |  |  |  |  |
|                                                                                | Renzo Roberto Cabrini       | Liga Veneta                             | 5 630   | 2,93  |  |  |  |  |  |
|                                                                                | Ugo Sandroni                | Partito Radicale                        | 4 764   | 2,48  |  |  |  |  |  |
|                                                                                | Carlo Bonetti               | Democrazia Proletaria                   | 3 510   | 1,83  |  |  |  |  |  |
|                                                                                | Giuseppe Dolfin             | Lista per Trieste                       | 216     | 0,11  |  |  |  |  |  |
| Totale                                                                         | Totale                      | Totale                                  | 191 985 | 100   |  |  |  |  |  |
|                                                                                |                             |                                         |         |       |  |  |  |  |  |
| Voti non validi                                                                | Voti non validi             | Voti non validi                         | 11 310  | 5,56  |  |  |  |  |  |
| Votanti                                                                        | Votanti                     | Votanti                                 | 203 295 | 91,43 |  |  |  |  |  |
| Elettori                                                                       | Elettori                    | Elettori                                | 222 358 |       |  |  |  |  |  |
|                                                                                |                             |                                         |         |       |  |  |  |  |  |
| Nota: quorum del 65% non raggiunto; ripartizione dei seggi a livello regionale |                             |                                         |         |       |  |  |  |  |  |
| Data: 26 giugno 1983                                                           |                             |                                         |         |       |  |  |  |  |  |
| Fonte: Ministero dell'interno                                                  |                             |                                         |         |       |  |  |  |  |  |

### X legislatura
|                                                                                | Giovanni Battista Melotto ✔️ Eletto | Democrazia Cristiana                    | 83 978  | 41,30 |  |  |  |  |  |
|                                                                                | L. Bertoni                          | Partito Socialista Italiano             | 31 443  | 15,46 |  |  |  |  |  |
|                                                                                | G. Gabanizza                        | Partito Comunista Italiano              | 31 026  | 15,26 |  |  |  |  |  |
|                                                                                | M. Rolando                          | Movimento Sociale Italiano              | 10 182  | 5,01  |  |  |  |  |  |
|                                                                                | Renzo Roberto Cabrini               | Liga Veneta-Pensionati Uniti            | 8 664   | 4,26  |  |  |  |  |  |
|                                                                                | C. A. M. T. Pinelli                 | Lista Verde                             | 7 922   | 3,90  |  |  |  |  |  |
|                                                                                | G. M. Marzotto                      | Partito Repubblicano Italiano           | 7 800   | 3,84  |  |  |  |  |  |
|                                                                                | Ugo Sandroni                        | Partito Radicale                        | 7 263   | 3,57  |  |  |  |  |  |
|                                                                                | A. Polo                             | Partito Liberale Italiano               | 5 300   | 2,61  |  |  |  |  |  |
|                                                                                | C. De Manzoni                       | Partito Socialista Democratico Italiano | 5 084   | 2,50  |  |  |  |  |  |
|                                                                                | B. Taddei                           | Democrazia Proletaria                   | 4 311   | 2,12  |  |  |  |  |  |
|                                                                                | A. Facchini Santoro                 | Alleanza Popolare Pensionati            | 373     | 0,18  |  |  |  |  |  |
| Totale                                                                         | Totale                              | Totale                                  | 203 346 | 100   |  |  |  |  |  |
|                                                                                |                                     |                                         |         |       |  |  |  |  |  |
| Voti non validi                                                                | Voti non validi                     | Voti non validi                         | 8 790   | 4,14  |  |  |  |  |  |
| Votanti                                                                        | Votanti                             | Votanti                                 | 212 136 | 92,62 |  |  |  |  |  |
| Elettori                                                                       | Elettori                            | Elettori                                | 229 051 |       |  |  |  |  |  |
|                                                                                |                                     |                                         |         |       |  |  |  |  |  |
| Nota: quorum del 65% non raggiunto; ripartizione dei seggi a livello regionale |                                     |                                         |         |       |  |  |  |  |  |
| Data: 14 giugno 1987                                                           |                                     |                                         |         |       |  |  |  |  |  |
| Fonte: Ministero dell'interno                                                  |                                     |                                         |         |       |  |  |  |  |  |

### XI legislatura
|                                                                                | Ettore Bonalberti ✔️ Eletto | Democrazia Cristiana                    | 61 323  | 28,67 |  |  |  |  |  |
|                                                                                | Achille Ottaviani           | Lega Lombarda                           | 42 959  | 20,08 |  |  |  |  |  |
|                                                                                | Emilio De Rose              | Partito Socialista Italiano             | 22 862  | 10,69 |  |  |  |  |  |
|                                                                                | Franco De Grandis           | Partito Democratico della Sinistra      | 19 811  | 9,26  |  |  |  |  |  |
|                                                                                | Paolo Danieli               | Movimento Sociale Italiano              | 10 854  | 5,07  |  |  |  |  |  |
|                                                                                | Armando Stella              | Partito Repubblicano Italiano           | 10 459  | 4,89  |  |  |  |  |  |
|                                                                                | Luciano Guerrini            | Federazione dei Verdi                   | 8 693   | 4,06  |  |  |  |  |  |
|                                                                                | Adriano Dal Bosco           | Lega Autonomia Veneta                   | 8 604   | 4,02  |  |  |  |  |  |
|                                                                                | Franca Sandrini             | Partito della Rifondazione Comunista    | 6 592   | 3,08  |  |  |  |  |  |
|                                                                                | Franco Chierego             | Partito Liberale Italiano               | 6 013   | 2,81  |  |  |  |  |  |
|                                                                                | Giuseppe Chiliberti         | Sì Referendum                           | 3 049   | 1,43  |  |  |  |  |  |
|                                                                                | Oliviero Fiorini            | Movimento Veneto Regione Autonoma       | 2 512   | 1,17  |  |  |  |  |  |
|                                                                                | Giuseppe Arcaroli           | Partito Socialista Democratico Italiano | 2 263   | 1,06  |  |  |  |  |  |
|                                                                                | Graziella Spallina          | Partito Pensionati                      | 2 214   | 1,03  |  |  |  |  |  |
|                                                                                | Luciano Girotto             | Verdi Federalisti                       | 1 957   | 0,91  |  |  |  |  |  |
|                                                                                | Gianni Butturini            | Union Veneto                            | 1 733   | 0,81  |  |  |  |  |  |
|                                                                                | Italo Clara                 | Caccia Pesca Ambiente                   | 1 302   | 0,61  |  |  |  |  |  |
|                                                                                | Carla Avesani               | Federalismo - Pensionati Uomini Vivi    | 718     | 0,34  |  |  |  |  |  |
| Totale                                                                         | Totale                      | Totale                                  | 213 918 | 100   |  |  |  |  |  |
|                                                                                |                             |                                         |         |       |  |  |  |  |  |
| Voti non validi                                                                | Voti non validi             | Voti non validi                         | 8 938   | 4,01  |  |  |  |  |  |
| Votanti                                                                        | Votanti                     | Votanti                                 | 222 856 | 92,16 |  |  |  |  |  |
| Elettori                                                                       | Elettori                    | Elettori                                | 241 822 |       |  |  |  |  |  |
|                                                                                |                             |                                         |         |       |  |  |  |  |  |
| Nota: quorum del 65% non raggiunto; ripartizione dei seggi a livello regionale |                             |                                         |         |       |  |  |  |  |  |
| Data: 5 aprile 1992                                                            |                             |                                         |         |       |  |  |  |  |  |
| Fonte: Ministero dell'interno                                                  |                             |                                         |         |       |  |  |  |  |  |